# Freccia (costellazione)
La Freccia (in latino Sagitta) è la terza costellazione più piccola dell'intero cielo (solo il Cavallino e la Croce del Sud sono più piccole). Era una delle 48 costellazioni elencate da Tolomeo, ed è oggi una delle 88 costellazioni moderne. Il nome non deve farla confondere con la costellazione zodiacale del Sagittario. È composta da stelle piuttosto deboli.

## Caratteristiche

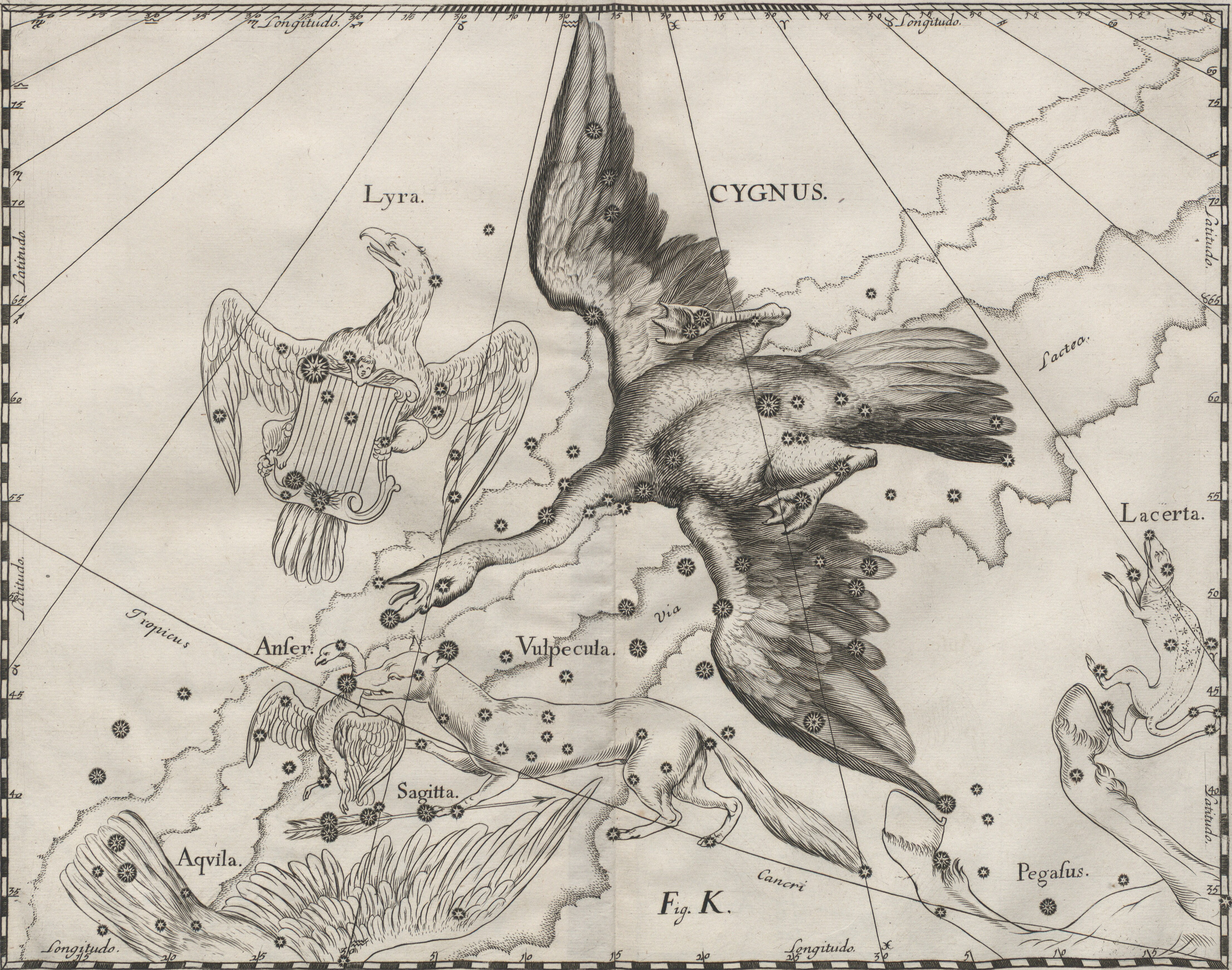
La costellazione della Freccia appare in questa raffigurazione stretta fra la Volpetta e l'Aquila.

La costellazione deve il suo nome alla disposizione di quattro stelle poste circa 10° a nord di Altair, che ricorda la figura di una freccia. Giace sulla Via Lattea in un tratto in parte molto oscurato dalle propaggini settentrionali della Fenditura dell'Aquila; le sue stelle sono individuabili con molta facilità, nella parte meridionale dell'area di cielo delimitata dal Triangolo Estivo, sebbene non siano particolarmente luminose, al punto che solo una quindicina sono visibili ad occhio nudo. La parte meridionale della costellazione contiene invece un ricco campo stellare.
Essendo posta poco a nord dell'equatore celeste, questa costellazione può essere vista da tutta la Terra, tranne che dal continente antartico; i mesi più adatti sono quelli dell'estate boreale, fra giugno e settembre, anche se specie nell'emisfero nord è ben osservabile anche per più tempo, in particolare per tutto l'autunno.

### Stelle principali
la costellazione non contiene stelle particolarmente brillanti.
- α Sagittae: conosciuta anche come Sham, è una stella gigante gialla, con un tipo spettrale G1 II. Ha una magnitudine apparente di 4,37 e si trova ad una distanza di 610 anni luce. Essa e β Sge (anch'essa di magnitudine 4,37) formano le piume dell'asta della freccia.
- γ Sagittae: è una gigante rossa (tipo spettrale M0 III, 3,47m) rappresenta l'asta, assieme alle stelle δ e ε Sge. Si trova ad una distanza di 170 anni luce.
- δ Sagittae: M2 II+A0 V (probabile binaria visuale), 3,82m.
- ε Sagittae: G8 III, 5,66m, stella multipla con 4 componenti.
- η Sagittae: questa stella di tipo spettrale K2 III con magnitudine 5,1.

### Stelle doppie
Alcune delle stelle doppie della costellazione sono facilmente risolvibili anche con piccoli strumenti.
- ε Sagittae è formata da una stella arancione e una azzurra, il cui contrasto di colori è ben evidente in un piccolo telescopio o anche in un potente binocolo; le componenti sono di magnitudine 5,6 e 8,4, mentre la separazione è di quasi 1,5'.

| Principali stelle doppie |                                          |                                          |             |             |                                 |          |
| Nome                     | Coordinate equatoriali all'epoca J2000.0 | Coordinate equatoriali all'epoca J2000.0 | Magnitudine | Magnitudine | Separazione (in secondi d'arco) | Colore   |
| Nome                     | AR                                       | Dec                                      | A           | B           | Separazione (in secondi d'arco) | Colore   |
| ε Sagittae AB-C          | 19h 37m 18s                              | +16° 27′ 46″                             | 5,6         | 8,4         | 88,9                            | ar + azz |
| ζ Sagittae               | 19h 48m 59s                              | +19° 08′ 31″                             | 5,01        | 8,7         | 8,3                             | b + b    |
| θ Sagittae               | 20h 09m 53s                              | +20° 53′ 47″                             | 6,48        | 8,7         | 13,0                            | azz + g  |

### Stelle variabili
Nonostante le ridotte dimensioni, la costellazione abbonda di stelle variabili; molte di queste però non sono alla portata di piccoli strumenti.
- S Sagittae è la più facile; si tratta di una variabile Cefeide che oscilla fra la quinta e la sesta magnitudine in circa 8,4 giorni. Le sue oscillazioni possono essere notate anche ad occhio nudo, disponendo di un buon cielo.

| Principali stelle variabili |                                          |                                          |             |             |                  |              |
| Nome                        | Coordinate equatoriali all'epoca J2000.0 | Coordinate equatoriali all'epoca J2000.0 | Magnitudine | Magnitudine | Periodo (giorni) | Tipo         |
| Nome                        | AR                                       | Dec                                      | Max.        | Min.        | Periodo (giorni) | Tipo         |
| S Sagittae                  | 19h 56m 01s                              | +16° 38′ 05″                             | 5,24        | 6,04        | 8,3821           | Cefeide      |
| X Sagittae                  | 20h 05m 05s                              | +20° 38′ 53″                             | 7,0         | 9,7         | 196:             | Semiregolare |
| VZ Sagittae                 | 20h 00m 03s                              | +17° 30′ 59″                             | 5,27        | 5,57        | -                | Irregolare   |
| WZ Sagittae                 | 20h 07m 37s                              | +17° 42′ 15″                             | 7,0         | 15,53       | 11900:           | Nova nana    |
| NO Sagittae                 | 19h 17m 59s                              | +20° 01′ 25″                             | 5,3         | 7,7         | 345              | Mireide      |

## Oggetti del profondo cielo

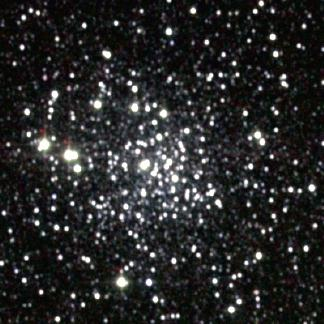
M71, un ammasso globulare molto disperso.

La Freccia ricade nella Via Lattea e contiene al suo interno un ricco campo stellare, mentre nella parte più occidentale quest'ultima è oscurata dalla Fenditura dell'Aquila, un grande complesso di nebulose oscure appartenenti al nostro braccio di spirale che oscurano in senso longitudinale la scia della nostra Galassia. Gli oggetti non stellari scarseggiano, anche a causa delle ridotte dimensioni della costellazione, e quelli che ci sono si trovano in massima parte al di fuori della portata di piccoli strumenti.
L'oggetto più brillante è M71, il quale è un ammasso globulare molto sparso, che è stato a lungo scambiato per un denso ammasso aperto. Si trova ad una distanza di circa 13.000 anni luce ed è stato scoperto dall'astronomo francese Philippe Loys de Chéseaux nell'anno 1745 o 1746.
| Principali oggetti non stellari |                                          |                                          |                   |             |                                        |              |
| Nome                            | Coordinate equatoriali all'epoca J2000.0 | Coordinate equatoriali all'epoca J2000.0 | Tipo              | Magnitudine | Dimensioni apparenti (in primi d'arco) | Nome proprio |
| Nome                            | AR                                       | Dec                                      | Tipo              | Magnitudine | Dimensioni apparenti (in primi d'arco) | Nome proprio |
| Harvard 20                      | 19h 53m :                                | +18° 20′ :                               | Ammasso aperto    | 7,7         | 7                                      |              |
| M71                             | 19h 53m 46s                              | +18° 46′ 42″                             | Ammasso globulare | 6,1         | 7,2                                    |              |

## Sistemi planetari
HD 231701 è una stella gialla di sequenza principale che possiede un sistema planetario; possiede un pianeta, probabilmente un gigante gassoso, con una massa simile a quella di Giove che orbita a 0,55 UA dalla sua stella madre.
| Sistemi planetari |                                          |                                          |             |                |                              |
| Nome del sistema  | Coordinate equatoriali all'epoca J2000.0 | Coordinate equatoriali all'epoca J2000.0 | Magnitudine | Tipo di stella | Numero di pianeti confermati |
| Nome del sistema  | AR                                       | Dec                                      | Magnitudine | Tipo di stella | Numero di pianeti confermati |
| HD 231701         | 19h 32m 04s                              | +16° 28′ 27″                             | 8,99        | Nana gialla    | 1 (b)                        |

## Storia e mitologia
Questa costellazione è una di quelle in cui Johann Bayer sbagliò l'ordine, in questo caso degradando la stella più brillante addirittura allo status di γ (vedi la voce sulla nomenclatura di Bayer).
Anche se la Freccia non contiene alcuna stella brillante, molte culture l'hanno riconosciuta come una freccia, tra cui i Persiani, gli Ebrei, i Greci e i Romani. Perciò esistono diversi miti riguardo ad essa. I due più importanti fanno riferimento alle vicine costellazioni di Ercole e dell'Aquila.
Secondo il primo, il Titano Prometeo rubò il fuoco agli Dei e lo portò ai mortali, facendo arrabbiare Zeus così tanto che lo incatenò ad una roccia nel Caucaso, dove un'aquila (rappresentata nell'omonima costellazione) gli mangiava il fegato. Poiché Prometeo era immortale, il suo fegato ricresceva ogni giorno, e l'aquila tornava ogni giorno per mangiarlo di nuovo... Eracle (identico al romano Ercole) lo salvò dalla sua punizione infinita durante la sua Undicesima Fatica uccidendo l'uccello con una freccia e liberandolo.
Un'altra storia racconta di come Eracle uccise gli uccelli del lago Stinfalo che terrorizzavano l'Arcadia. Gli uccelli stessi erano identificati con le costellazioni Aquila, Cigno e Lira.
La Freccia è stata inoltre interpretata da alcuni come la freccia di Cupido, o come una freccia scoccata dal Sagittario contro lo Scorpione.